# Церковь Святого Мартина (Синт-Мартен)
Церковь Святого Мартина — культовое религиозное сооружение расположенное на Синт-Мартине. Находится в подчинении у Римско-католической конфессии. Здание названо в честь покровителя — святого Мартина Турского.

## История
В XV веке Христофор Колумб был с экспедицией в Карибском бассейне и 11 ноября 1493 года сделал открытие очередного острова. Согласно литургическому календарю Римско-католической церкви в этот день была дата памяти Мартина Турского, что и послужило названием новой территории, а также, впоследствии, зданию церкви. В 1841 году на подконтрольной голландцам части острова была построена церковь. Первым пастором стал Fr. Arnold ten Brink — француз, голландского происхождения. Сооружение было построено в поселении Филипсбург, где спустя 111 лет будет построена Церковь Святого Мартина. Расширение церковного прихода привело к тому, что к 1933 году стал подыматься вопрос о строительстве большой церкви. Для осуществления этого проекта была привлечена сумма в 132 659 голландских гульденов.
С 1950 по 1952 года под руководством Mr. Jan Nagel и Aruba Bouw Maatschappij была осуществлена постройка современной церкви — Sint Martinus van Tours Kerk. Официальное открытие состоялось 30 мая 1952 года и в этот же день было освящение здания преподобным Mgr. A. van Veen-Zeppenveldt.
Приход Святого Мартина на подконтрольной Нидерландам части острова состоит из трёх церквей. Главная из них — Церковь Святого Мартина в городе Филипсбург, Mass at The Risen Lord в South Reward и Mass at Mary Star of the Sea в Simpson Bay. Миссионер прихода в Филипсбурге William M. Ellis начал свою религиозную деятельность в 2005 году. Церкви Mass at The Risen Lord в South Reward и Mass at Mary Star of the Sea в Simpson Bay были построены соответственно в 1965 и 1977 годах. На данный момент существует необходимость в постройке четвертой церкви. Приход насчитывает около 22 000 человек, представляющих более 100 национальностей. Помимо коренных синт-мартинцев сюда входят: европейцы, американцы, канадцы, индийцы, ливанцы, гаитяне, латиноамериканцы и филиппинцы. Церковные служения проходят на английском и испанском языках.

## Описание
Церковь Святого Мартина была выполнена по проекту архитектора G. Vetter. Здание построено из бетонных блоков, все окна имеют деревянные ставни. На лицевую сторону был нанесен рельеф, изображающий Святого Мартина. Церковный колокол для Церкви Святого Мартина был доставлен из острова Кюрасао, где он был снят с Собора Св. Анны.